# Baratol
Baratol är ett sprängämne som består av TNT (mellan 25 och 33 procent) och bariumnitrat. Små mängder vax (omkring 1 procent) används som bindemedel.
Baratol har en detonationshastighet på cirka 4 900 meter per sekund. 

## Kärnvapen
|  | duraluminhölje, ~140 cm innerdiameter |

|  | exploding-bridgewire detonator |

|  | sprängämne med hög detonationshastighet, Hexotol |

|  | sprängämne med låg detonationshastighet (Baratol) |

|  | sprängämne med hög detonationshastighet, "amplifier" |

|  | aluminium–bor pusher (absorberar neutroner och jämnar ut implosionsvågen) |

|  | naturligt uran tamper (neutron reflector, inertial containment, improves efficiency, reduces the amount of fission material needed) |

|  | pit; plutonium-239–plutonium-240–gallium delta-fas legering (96%–1%–3%)(Klyvbart material); ihålig sfär med en diameter på 9 cm vikt 6,2 kg |

|  | luftgap |

|  | beryllium–polonium-210 "initiator" neutronkälla |

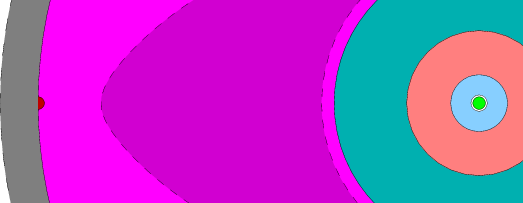
Genomskärning av den första kärnladdningen som provades vid trinitytestet

Baratol har tillsammans med Hexotol använts för att skapa de explosiva linserna som komprimerar plutoniumkärnan i kärnvapen av implosionstyp. Genom att kombinera Baratol som har en låg detonationshastighet med Hexotol som har en hög, så kan man omforma den sfäriskt expanderande detonationsvågen till en sfäriskt konvergerande våg riktad in mot kärnan.
Baratol användes som en del i detonatorn i tidiga kärnvapen, till i exempel världens första atombomb som USA detonerade i New Mexico 1945, sovjetiska Joe 1 år 1949 och i Indien 1972.  Bomben över Nagasaki innehöll baratol.